# Lucius Cocceius Nerva
Lucius Cocceius Nerva (2e helft 1e eeuw v.Chr.) was een gegoed Romeins politicus die een bemiddelende rol speelde tussen de spelers van het Tweede Triumviraat in de Romeinse Republiek.

## Levensloop
Cocceius was waarschijnlijk afkomstig uit Narnia in Umbria. Zijn eerste politiek feit was een zending door Octavianus, de latere keizer Augustus, naar Marcus Antonius. Octavianus en Antonius waren de hoofdfiguren van het Tweede Triumviraat. Cocceius was bevriend met beiden en geknipt om tussen beiden te onderhandelen. Cocceius reisde naar Fenicië, samen met Caecina (41 v.Chr.). In Fenicië ontmoette hij Marcus Antonius terwijl in Perusia een gevecht uitbrak tussen Octavianus en aanhangers van Antonius (winterperiode 41-40 v.Chr.). Cocceius reisde terug naar Italië. In Brundisium of Brindisi sloot hij, in naam van Antonius, een akkoord met Gaius Cilnius Maecenas en Asinius Pollio voor de verlenging van het Tweede Triumviraat (40 v.Chr.). 
De politieke carrière bereikte een hoogtepunt in het jaar 39 v.Chr.: Cocceius werd consul suffectus. Cocceius was een vertrouweling van Octavianus die in Italië verbleef, terwijl Antonius in het oosten verbleef. Octavianus zond Cocceius met andere getrouwelingen naar Brundisium om te onderhandelen met Antonius. Antonius was immers zelf uit het oosten naar Zuid-Italië gereisd (37 v.Chr.); dit leidde tot het akkoord van Taruntum (37 v.Chr.) voor nog een verlenging van het triumviraat. 
Van Cocceius werd verhaald dat een vrijgelaten slaaf van hem een ingenieur van faam werd in de streek van Napels. Het was zijn naamgenoot Lucius Cocceius Auctus.
Over het levenseinde van de politicus Cocceius is niets bekend. Hij was de overgrootoom van keizer Nerva.